# Sverre Anker Ousdal
Sverre Anker Ousdal (Flekkefjord, 18 luglio 1944) è un attore norvegese.

## Filmografia parziale

### Cinema
- L'isola sul tetto del mondo (The Island at the Top of the World), regia di Robert Stevenson (1974)
- Mio min Mio, regia di Vladimir Grammatikov (1987)
- Insomnia, regia di Erik Skjoldbjærg (1997)
- La vita segreta delle parole (The Secret Life of Words), regia di Isabel Coixet (2005)

### Televisione
- Blodsbånd - miniserie TV, 3 episodi (1998)